# Josef Hlaváček (purkmistr)
Josef Hlaváček (3. dubna 1831 Královice – 22. ledna 1911 Slaný) byl slánský kupec. V letech 1866–1868 byl purkmistrem města Slaný a v letech 1869–1903 starostou slánského politického okresu.

## Život
Usadil se jako kupec ve Slaném. V šedesátých letech 19. století se začal zapojovat i do veřejného života. V roce 1864 byl jedním ze zakládajících členů Občanské záložny ve Slaném. V roce 1865 se stal náměstkem prvního okresního starosty ve Slaném, hraběte Jindřicha Jaroslava Clam-Martinice. V roce 1866 se stal purkmistrem města Slaný. V tomto roce projevil své diplomatické schopnosti, když se mu podařilo po porážce rakouské armády v prusko-rakouské válce uchránit město před pruským drancováním. Pokladnu Občanské záložny přitom ukryl ve slánském františkánském klášteře.
V posledním roce jeho purkmistrování proběhla oprava Velvarské brány. Při této příležitosti byla do makovice věže vložena i listina s neveřejným protirakouským prohlášením městské rady. Sám purkmistr Hlaváček se ale choval vůči vídeňské vládě loajálně, protože byl po skončení svého purkmistrovského období jmenován v roce 1869 starostou slánského okresu. Tuto funkci vykonával až do roku 1903.

## Stavby a instituce, na jejichž vzniku se podílel
- 1882 – Okresní hospodářská záložna
- Okresní nemocnice
- Okresní chudobinec
- Okresní sirotčinec
- 1902 – stavba Okresního domu[3]

## Ocenění díla
- rakouský Zlatý záslužný kříž s korunou (Zivil-Verdienstkreuz) a rytířský řád Františka I.[4]
- ve Slaném je po něm pojmenováno náměstí[5]